# Busswil bei Büren
Busswil bei Büren (toponimo tedesco) è una frazione di 1 905 abitanti del comune svizzero di Lyss, nel Canton Berna (regione del Seeland, circondario del Seeland).

## Geografia fisica
Busswil bei Buren si trova sul vecchio fiume Aar, il tratto di fiume Aar che scorre ancora da Aarberg a Büren dopo che il corso del fiume fu rettificato nel XIX secolo per fermare le inondazioni che avevano completamente sommerso Busswil Buren fin dall'antichità.

## Storia

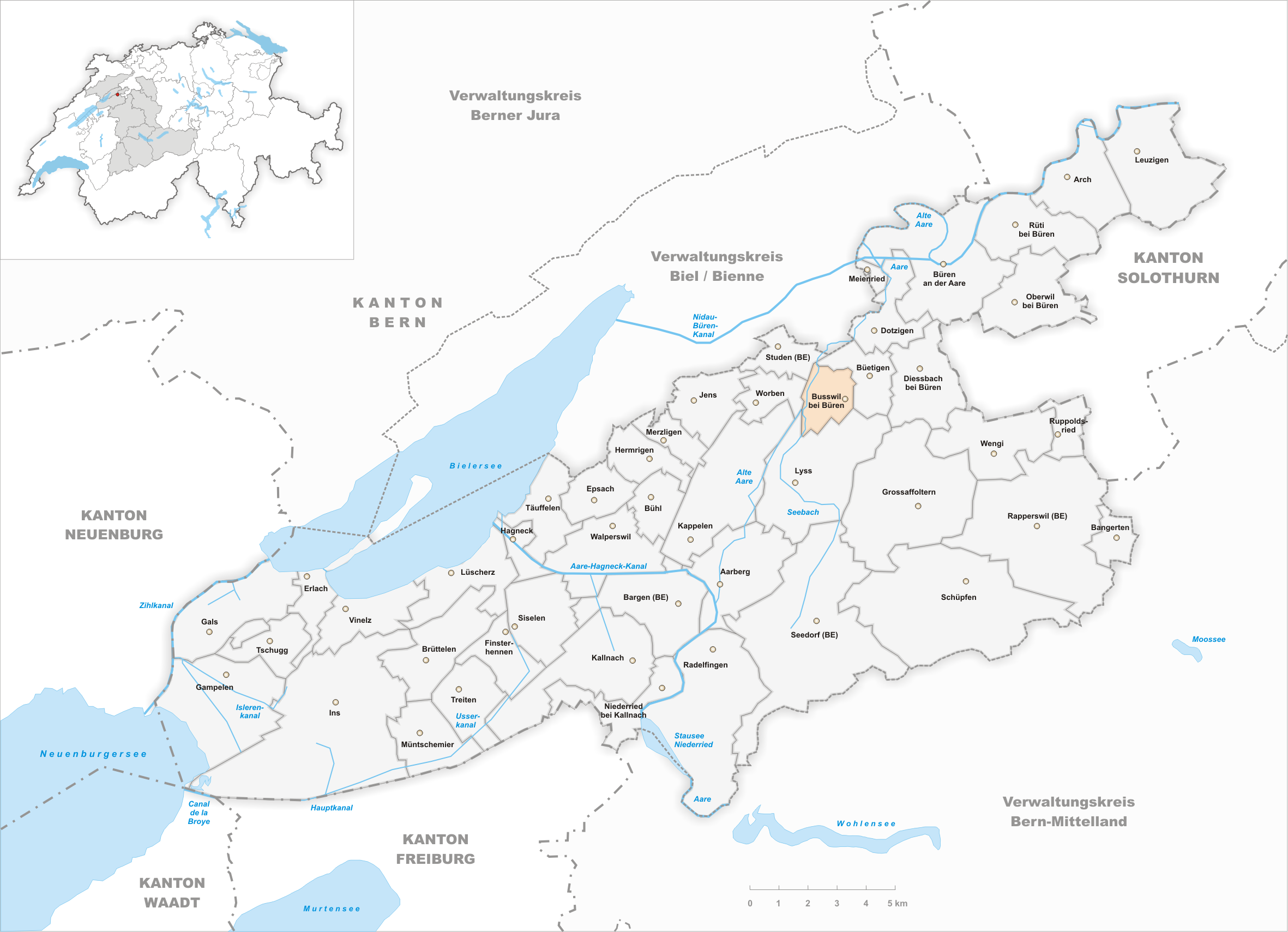
Il territorio del comune di Busswil bei Büren prima degli accorpamenti comunali del 2011

Già comune autonomo che si estendeva per 3,10 km² e che comprendeva anche i quartieri di Faulenmatt, Gummeneggen, Högere, Muracker e Nielacker, il 1º gennaio 2011 è stato accorpato a Lyss.

## Società

### Evoluzione demografica
L'evoluzione demografica è riportata nella seguente tabella:
Abitanti censiti

## Infrastrutture e trasporti
Busswil bei Büren è servito dall'omonima stazione sulle ferrovie Lyss-Büren an der Aare e Bienne-Berna.

## Amministrazione
Ogni famiglia originaria del luogo fa parte del comune patriziale che ha la responsabilità della manutenzione di ogni bene comune.